# Bruno Tabata
Bruno Vinícius Souza Ramos (Ipatinga, Minas Gerais, 30 de marzo de 1997) es un futbolista brasileño que juega como centrocampista en el S. C. Internacional.

## Trayectoria

### Clubes
| Club                 | País     | Año       |
| -------------------- | -------- | --------- |
| Portimonense S. C.   | Portugal | 2016-2020 |
| Sporting C. P.       | Portugal | 2020-2022 |
| S. E. Palmeiras      | Brasil   | 2022-2024 |
| Qatar S. C. (cedido) | Catar    | 2023-2024 |
| S. C. Internacional  | Brasil   | 2024-     |

## Palmarés

### Torneos estatales
| Título              | Club                | Estado             | Año  |
| ------------------- | ------------------- | ------------------ | ---- |
| Campeonato Paulista | S. E. Palmeiras     | São Paulo          | 2023 |
| Campeonato Gaúcho   | S. C. Internacional | Río Grande del Sur | 2025 |

### Torneos nacionales
| Título                      | Club            | País     | Año  |
| --------------------------- | --------------- | -------- | ---- |
| Copa de la Liga de Portugal | Sporting C. P.  | Portugal | 2021 |
| Primeira Liga               | Sporting C. P.  | Portugal | 2021 |
| Supercopa de Portugal       | Sporting C. P.  | Portugal | 2021 |
| Copa de la Liga de Portugal | Sporting C. P.  | Portugal | 2022 |
| Serie A                     | S. E. Palmeiras | Brasil   | 2022 |
| Supercopa de Brasil         | S. E. Palmeiras | Brasil   | 2023 |